# زورنیتسا (استان بلاگووگراد)
زورنیتسا (به بلغاری: Zornitsa) یک منطقهٔ مسکونی در بلغارستان است که در ساندانسکی واقع شده‌است.